# Hugh Plaxton
Hugh John Plaxton (* 16. Mai 1904 in Barrie, Ontario; † 1. Dezember 1982 in Mississauga, Ontario) war ein kanadischer Eishockeyspieler, der in seiner aktiven Zeit von 1921 bis 1933 unter anderem für die Montreal Maroons in der National Hockey League gespielt hat. Bei den Olympischen Winterspielen 1928 gewann er als Mitglied der kanadischen Nationalmannschaft die Goldmedaille. Sein Bruder Herbert und sein Cousin Roger waren ebenfalls 1928 Olympiasieger im Eishockey.

## Karriere
Hugh Plaxton begann seine Karriere als Eishockeyspieler an der University of Toronto, die er von 1921 bis 1925 besuchte, während er parallel für deren Eishockeymannschaft in der Seniorenmeisterschaft der Ontario Hockey Association aktiv war. Anschließend spielte der Flügelspieler drei Jahre lang für die Toronto Varsity Grads, mit denen er 1927 den Allan Cup, den kanadischen Amateurmeistertitel, gewann. Mit den Varsity Grads vertrat er Kanada bei den Winterspielen 1928. Im Anschluss an das Turnier pausierte er vier Jahre mit dem Eishockey und war stattdessen als Anwalt tätig.
Zur Saison 1932/33 nahm Plaxton seine Laufbahn als Eishockeyspieler wieder auf und schloss sich den Montreal Maroons aus der National Hockey League an. In 15 NHL-Spielen erzielte er für Montreal jedoch nur ein Tor und zwei Vorlagen in der NHL, woraufhin er den Rest der Spielzeit bei den Windsor Bulldogs aus der International Hockey League und den Vancouver Maroons aus der Western Canada Hockey League verbrachte, ehe er seine Karriere endgültig beendete.
Bei der Wahl für das Kanadische Unterhaus 1935 trat er erfolgreich für die Liberale Partei Kanadas an. Im Zweiten Weltkrieg diente er als Lieutenant Commander auf der HMCS York. Nach Kriegsende nahm er wieder seine Tätigkeit als Anwalt auf.

### International
Für Kanada nahm Plaxton an den Olympischen Winterspielen 1928 in St. Moritz teil, bei denen er mit seiner Mannschaft die Goldmedaille gewann.

## Erfolge und Auszeichnungen
- 1927 Allan-Cup-Gewinn mit den Toronto Varsity Grads
- 1928 Goldmedaille bei den Olympischen Winterspielen